# 新善町
新善町（しんぜんちょう）は、埼玉県草加市の町名。現行行政地名は新善町のみ。丁番を持たない単独町名である。住居表示未実施地区。郵便番号は340-0054。

## 地理
草加市北部に位置し、北で清門町、西で原町、南で北谷、南東で松原、東で旭町に隣接する。東西に東京外環自動車道、南北に国道4号が貫き、交通量が多い地域となっている。

## 歴史
- 1889年（明治22年）4月1日 - 町村制施行により、九左衛門新田、長右衛門新田、清右衛門新田、新兵衛新田、金右衛門新田、篠葉村、東中曽根村、槐戸村、善兵衛新田が合併し北足立郡新田村が成立、新田村大字善兵衛新田となる。
- 1955年（昭和30年）1月1日 - 新田村が草加町、谷塚町と合併し草加町が成立、草加町の大字となる。
- 1958年（昭和33年）11月1日 - 市制施行と同時に、草加町大字善兵衛新田から新善町へ町名変更[4]。
- 1992年（平成4年）11月27日 - 地内に東京外環自動車道が建設され、開通する。前日には国道298号も開通。

## 世帯数と人口
2017年（平成29年）10月1日現在の世帯数と人口は以下の通りである。
| 町丁   | 世帯数    | 人口    |
| ------ | --------- | ------- |
| 新善町 | 1,945世帯 | 4,323人 |

## 小・中学校の学区
市立小・中学校に通う場合、学区は以下の通りとなる。
| 番地                                                                              | 小学校             | 中学校             |
| --------------------------------------------------------------------------------- | ------------------ | ------------------ |
| 1〜51番地 58〜62番地 99〜134番地 137〜138番地 151番地                             | 草加市立松原小学校 | 草加市立栄中学校   |
| 155〜170番地 198〜201番地 221〜239番地 259〜267番地                               | 草加市立松原小学校 | 草加市立新栄中学校 |
| 135番地 171〜177番地 184〜197番地 202〜220番地 240〜258番地 268〜393 444〜457番地 | 草加市立清門小学校 | 草加市立新栄中学校 |
| その他                                                                            | 草加市立新田小学校 | 草加市立新田中学校 |

## 交通

### 鉄道
域内に鉄道は敷設されていない。東武スカイツリーラインの新田駅が最寄りとなる（徒歩20分程度）。

### 道路
- 国道4号線
- 国道298号線
- 東京外環自動車道
- 埼玉県道328号金明町鳩ヶ谷線

交差点
- 新善町
- 新善町西

### バス
- 地内にバス停はない。周辺のバス停は「新善町」（清門町）、「清門町」（清門町）、「角屋橋」（清門町）（カッコ内は所在地）になる。
  - 朝日バス
    - 松原団地駅西口 - 草加西高校入口 - 新善町 - 新田駅東口（一部、原町三丁目止まり）

## 施設
- 草加インターチェンジ
  - 料金所は原町（内回り）と旭町（外回り）になるが、出入口が新善町になる。
- 真言宗智山派西光院
- 草加市立しんぜん保育園
- 新善町集会所
- 正一位稲荷大明神